# Pinnaroo
Pinnaroo är en ort i Australien. Den ligger i kommunen Southern Mallee och delstaten South Australia, omkring 210 kilometer öster om delstatshuvudstaden Adelaide. Pinnaroo ligger 111 meter över havet och antalet invånare är 587.
Trakten runt Pinnaroo är nära nog obefolkad, med mindre än två invånare per kvadratkilometer.. Det finns inga andra samhällen i närheten.
Trakten runt Pinnaroo består till största delen av jordbruksmark. Genomsnittlig årsnederbörd är 362 millimeter. Den regnigaste månaden är juni, med i genomsnitt 52 mm nederbörd, och den torraste är december, med 11 mm nederbörd.